# 1523 Pieksämäki
1523 Pieksämäki este un asteroid din centura principală, descoperit pe 18 ianuarie 1939, de Yrjö Väisälä.